# Саксонцы
Саксонцы (нем. Sachsen, е. ч. — Sachse) — население Саксонии (королевства, а с 1920 года — свободного государства), в основной массе — саксонские немцы (потомки преимущественно переселенцев из племенного герцогства Саксония, а также германизированных полабских славян), а также германизированные лужичане, германизированные саксонские евреи и германизированные саксонские цыгане.